# Dommartin (Doubs)
Pour les articles homonymes, voir Dommartin.
Dommartin est une commune française située dans le département du Doubs, la région culturelle et historique de Franche-Comté et la région administrative Bourgogne-Franche-Comté. 
Les habitants se nomment les Dommartinois et Dommartinoises.

## Géographie

### Toponymie
Dammartin en 1246 ; Damartin en 1250 ; Dammartin en 1277 ; Dummartin en 1280 ; Dommartin depuis 1302.

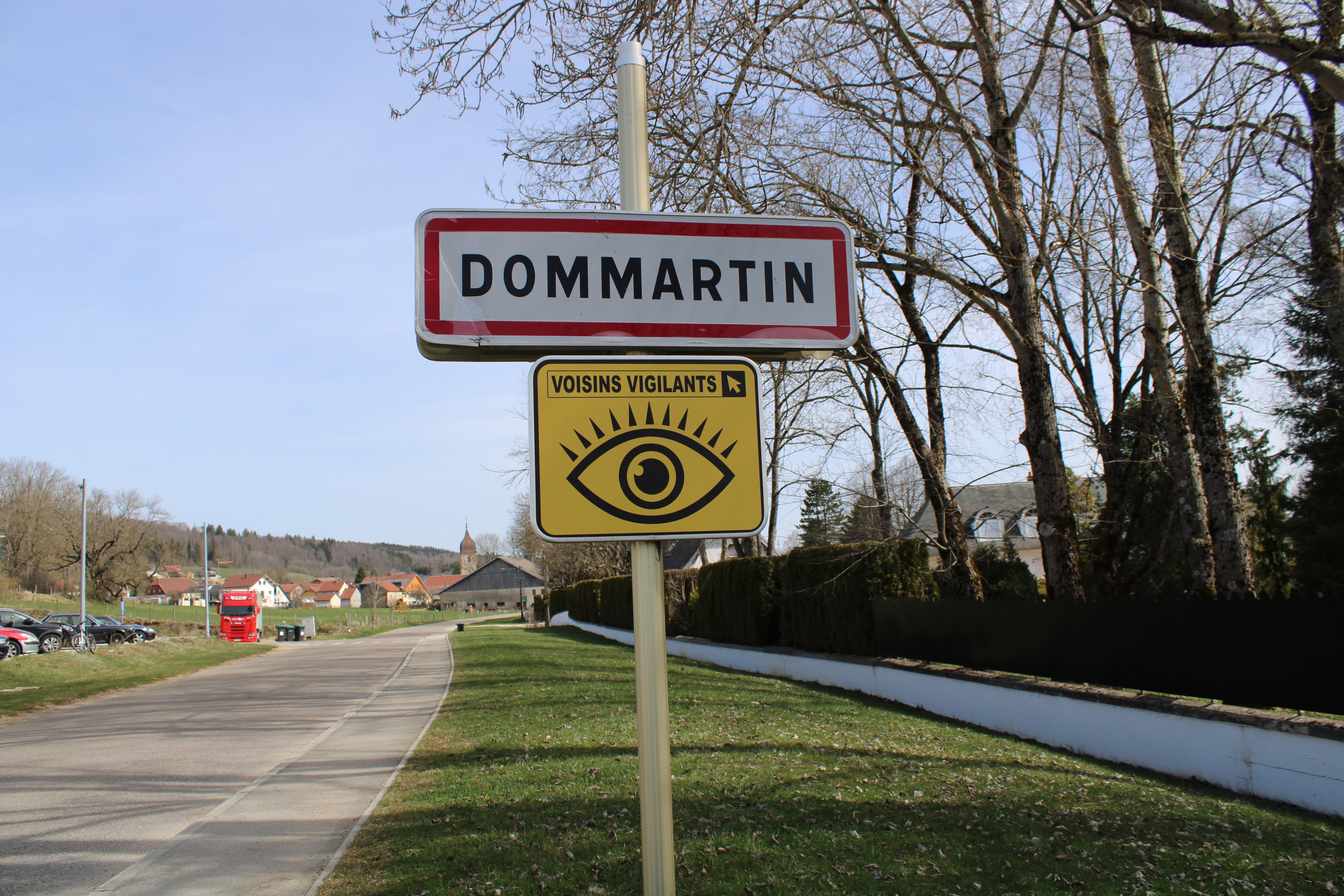
Entrée de la commune.

### Climat
Pour des articles plus généraux, voir Climat de la Bourgogne-Franche-Comté et Climat du Doubs.
En 2010, le climat de la commune est de type climat de montagne, selon une étude du Centre national de la recherche scientifique s'appuyant sur une série de données couvrant la période 1971-2000. En 2020, Météo-France publie une typologie des climats de la France métropolitaine dans laquelle la commune est exposée à un climat de montagne ou de marges de montagne et est dans la région climatique  Jura, caractérisée par une forte pluviométrie en toutes saisons (1 000 à 1 500 mm/an), des hivers rigoureux et un ensoleillement médiocre. 
Pour la période 1971-2000, la température annuelle moyenne est de 7,4 °C, avec une amplitude thermique annuelle de 16,3 °C. Le cumul annuel moyen de précipitations est de 1 528 mm, avec 12,7 jours de précipitations en janvier et 11,2 jours en juillet. Pour la période 1991-2020, la température moyenne annuelle observée sur la station météorologique de Météo-France la plus proche, « Pontarlier », sur la commune de Pontarlier à 4 km à vol d'oiseau, est de 8,8 °C et le cumul annuel moyen de précipitations est de 1 463,6 mm. 
La température maximale relevée sur cette station est de 38 °C, atteinte le 25 juillet 2019 ; la température minimale est de −32 °C, atteinte le 12 janvier 1987,,. 
Les paramètres climatiques de la commune ont été estimés pour le milieu du siècle (2041-2070) selon différents scénarios d'émission de gaz à effet de serre à partir des nouvelles projections climatiques de référence DRIAS-2020. Ils sont consultables sur un site dédié publié par Météo-France en novembre 2022.

## Urbanisme

### Typologie
Au 1er janvier 2024, Dommartin est catégorisée bourg rural, selon la nouvelle grille communale de densité à 7 niveaux définie par l'Insee en 2022.
Elle appartient à l'unité urbaine de Pontarlier, une agglomération intra-départementale dont elle est une commune de la banlieue,. Par ailleurs la commune fait partie de l'aire d'attraction de Pontarlier, dont elle est une commune de la couronne,. Cette aire, qui regroupe 54 communes, est catégorisée dans les aires de moins de 50 000 habitants,.

### Occupation des sols
L'occupation des sols de la commune, telle qu'elle ressort de la base de données européenne d’occupation biophysique des sols Corine Land Cover (CLC), est marquée par l'importance des territoires agricoles (50,6 % en 2018), en diminution par rapport à 1990 (52 %). La répartition détaillée en 2018 est la suivante : 
forêts (37,3 %), terres arables (23,7 %), prairies (16,6 %), zones agricoles hétérogènes (10,3 %), zones urbanisées (8,3 %), espaces verts artificialisés, non agricoles (3,9 %). L'évolution de l’occupation des sols de la commune et de ses infrastructures peut être observée sur les différentes représentations cartographiques du territoire : la carte de Cassini (XVIIIe siècle), la carte d'état-major (1820-1866) et les cartes ou photos aériennes de l'IGN pour la période actuelle (1950 à aujourd'hui).

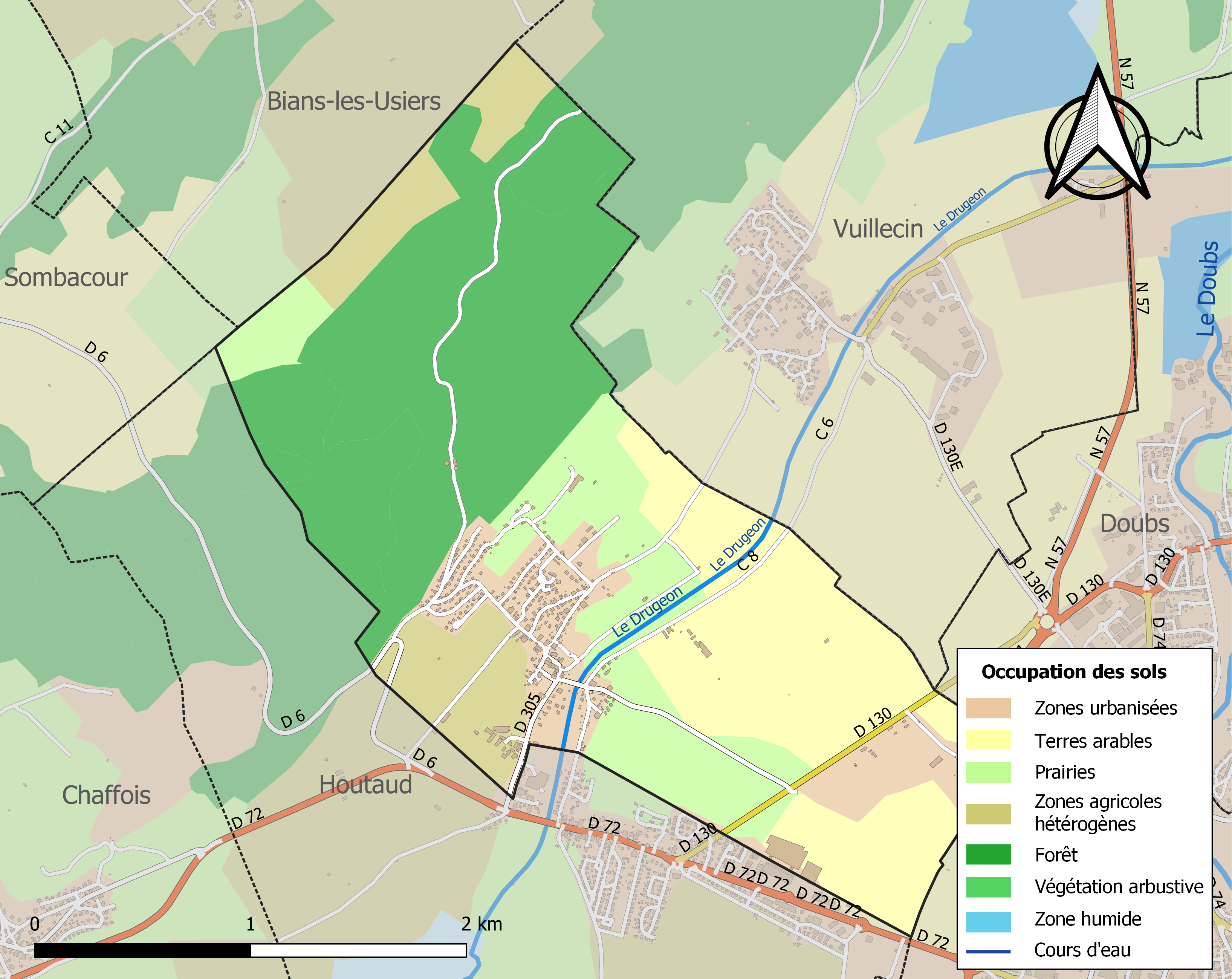
Carte des infrastructures et de l'occupation des sols de la commune en 2018 (CLC).

## Histoire

### Ad stabulos
La première mention de Dommartin date de 1141 où il était question de son église dans une bulle du pape Innocent II, dans ce document ce dernier confirmait les biens de cette église de Besançon. Cet édifice appartenait à Landry, archidiacre de Waresco avant qu'il ne le cède à Humbert de Scey, archevêque de Besançon qui le transmettait à son tour en 1143 à l'abbaye de Mouthier-Haute-Pierre. En 1262, époque où cette seigneurie relevait de la maison de Joux, Dommartin avait fait l'objet d'une reprise de fief auprès de Jean Ier de Chalon, comte de Bourgogne, de la part de Henri II de Joux ; cette reprise concernait également Courvières, Bouverans et Houtaud.
Ces lieux étaient anciens car des chroniques de Saint-Bénigne de Dijon parlaient de stations existant au Xe siècle pour aller d'Orbe à Dijon et désignaient, après Pontarlier et avant Salins, la station de "Ad stabulos" qui devait être Les Hôpitaux-Vieux, Bulle ou Houtaud. En 1836 étaient découverts près d'une source à Bulle, situé à 5 km d'Houtaud, des vestiges de constructions et de tuileaux de forme romaine non loin de l'endroit où passait la voie romaine passant par la Tour de Chalamont, située à Boujailles (à peu de distance était également trouvé un tombeau contenant cinq corps et des restes d'armures), il est donc possible que la station en question soit Bulle qui de plus tirerait son nom de "Ad stabulos".

### Houtaud et Vuillecin
Le fief de Dommartin comprenait également les villages d'Houtaud, de Vuillecin et de Bugny. Houtaud était cité dans une charte de Thierry II de Montfaucon, archevêque de Besançon, qui en 1189 confirmait les donations faites à l'abbaye de Montbenoit à savoir deux maisons ainsi que du terrain que Lambert et Hugues possédaient à "apdu Ostas" (ancien nom d'Houtaud).
Vuillecin tirerait son nom de « Villa sancta, ou cincta », sur le territoire de ce village une vaste enceinte laissait présager l'existence d'un ancien camp. Deux de ces côtés s'appuyaient par des constructions sur le Drugeon et sur la crête de la montagne, les deux autres étaient limités par un large fossé et la voie romaine. Sur cette esplanade il avait été trouvé des tombes (nécropole mérovingienne) contenant des ossements, des ornements militaires, des sabres et des javelots. Sur le territoire de la commune il existait deux construction nommées « le Temple » et « Saint-Lazare ». Ce dernier lieu-dit (maintenant oratoire Saint-Lazare, sur la N57) était dans un vallon sur la route de Pontarlier aux abords d'un petit étang, c'était un endroit fréquenté par les malades qui s'y baignaient accordant des vertus à cette eau ; il est possible alors qu'une léproserie y ait été construite avant que le bâtiment ne soit transformé en métairie. "le Temple" (maintenant zone d'activités au Temple) se dressait au bord du Drugeon à la limite des communaux de Doubs, il avait été construit à cet endroit une église et quelques maisons appartenant à l'ordre de Malte qui devait succéder aux templiers ; cet ordre était implanté dans la région, la preuve en est que Jean de Joux léguait en 1303 aux templiers de Pontarlier son palefroi et son armure, de plus cet ordre avait des biens à Bouverans et à Usie.
Vuillecin était nommé dans la charte de 1189 : Falcon de Pontarlier et ses frères donnaient au monastère de Montbenoit des hommes qu'ils possédaient à « Villessant », plus tard c'était au tour de Conon de Cicon de donner deux sœurs nommées Arembor et Libor de Vuillecin. Le 10 décembre 1416 Huguenin d'Arlay vendait au prince d'Orange tout ce qu'il possédait à Vuillecin.

### Joux et Montsaujon
En 1309 Hugues et Amaury, fils d'Eustache de Dommartin, reconnaissait être vassaux de Jean de Joux tant pour Dommartin que pour Houtaud ; quelque temps plus tard, en 1349 la même déclaration était faite par Renaud de Dommartin. Le fief ne relevait pas en totalité du sire de Joux, il le partageait avec le seigneur de Montsaujon ; d'ailleurs Estiard de Montsaujon, chevalier, vendait le 13 octobre 1383 à Hugues II de Chalon-Arlay, la prévôté du lac Damvautier (aujourd'hui lac de Saint-Point), la terre de Maisons-du-Bois-Lièvremont et la seigneurie de Dommartin, tous ceci avec les droits et justice pour cinq cents florins en or. Le 29 avril 1402 Bernard de Luceste, écuyer, ratifiait la vente faite par son aïeul Estiard de Montsaujon et y ajoutait Houtaud et ses dépendances, la moitié de la garde de l'abbaye de Montbenoit, la garde du Temple, près de Pontarlier, la terre de Courvières et différents fiefs que Guyot de Cicon et les prédécesseurs de Pierre d'Usie tenait des seigneurs de Joux.

### La maison de Chalon-Arlay
Le 18 novembre 1403 Claude de Dommartin, écuyer, reconnaissait tenir en fief du seigneur de Chalon-Arlay tout ce qu'il possédait en meix (habitation d’un cultivateur, jointe à autant de terre qu’il en faut pour l’occuper et le nourrir), maisons, hommes, justice, seigneurie, champs, prés, fours, moulins, censes, rentes, etc à Houtaud et à Dommartin. Louis II de Chalon-Arlay achetait pour quatre cents francs le 14 octobre 1461 de Jean de Joux, chevalier et seigneur d'Abbans, les fours, moulins, foules et batteurs (sert à séparer les graines de leurs enveloppes) d'Houtaud.
La seigneurie de Dommartin avait comme châtelain en 1461 Jean de Fallerans et en 1486 Hugues de Chalon. En 1520 le bailli d'aval condamnait les habitants d'Houtaud à contribuer aux réparations du château, des étangs et des chaussées de La Rivière. Les premiers affranchissement étaient donnés à partir de 1571, c'est Antoine Bichet qui en bénéficiait puis en 1583 c'était au tour de Nicolas Grandvuillemin. D'autres actes suivaient mais toujours au coup par coup, Dommartin ne bénéficiait pas d'une charte de franchise pour tout le village.
En 1638 la peste s'abattait sur la communauté et en 1652 le nombre d'habitants avait tellement chuté que les villageois demandaient une diminution de la cense qu'ils devaient acquitter pour leur four.
À partir du XVIIe siècle la seigneurie était partagée entre le prince d'Orange, qui avait relevé le titre et le nom de la maison de Chalon-Arlay, et Renaud de Dommartin.

## Politique et administration
| Période                                  | Période  | Identité           | Étiquette | Qualité                    |
| ---------------------------------------- | -------- | ------------------ | --------- | -------------------------- |
| mars 2001                                | 2008     | Suzanne Sire       |           |                            |
| mars 2008                                | mai 2020 | Jean-Claude Espern | DVG       | Retraité de l'enseignement |
| mai 2020                                 | En cours | Laurent Favre      |           |                            |
| Les données manquantes sont à compléter. |          |                    |           |                            |

## Démographie
L'évolution du nombre d'habitants est connue à travers les recensements de la population effectués dans la commune depuis 1793. Pour les communes de moins de 10 000 habitants, une enquête de recensement portant sur toute la population est réalisée tous les cinq ans, les populations de référence des années intermédiaires étant quant à elles estimées par interpolation ou extrapolation. Pour la commune, le premier recensement exhaustif entrant dans le cadre du nouveau dispositif a été réalisé en 2004.

En 2022, la commune comptait 819 habitants, en évolution de +18,01 % par rapport à 2016 (Doubs : +1,88 %, France hors Mayotte : +2,11 %).
| 1793 | 1800 | 1806 | 1821 | 1831 | 1836 | 1841 | 1846 | 1851 |
| ---- | ---- | ---- | ---- | ---- | ---- | ---- | ---- | ---- |
| 264  | 251  | 287  | 310  | 316  | 277  | 291  | 306  | 354  |

| 1856 | 1861 | 1866 | 1872 | 1876 | 1881 | 1886 | 1891 | 1896 |
| ---- | ---- | ---- | ---- | ---- | ---- | ---- | ---- | ---- |
| 360  | 372  | 328  | 297  | 282  | 251  | 258  | 250  | 223  |

| 1901 | 1906 | 1911 | 1921 | 1926 | 1931 | 1936 | 1946 | 1954 |
| ---- | ---- | ---- | ---- | ---- | ---- | ---- | ---- | ---- |
| 225  | 225  | 210  | 200  | 197  | 163  | 164  | 179  | 186  |

| 1962 | 1968 | 1975 | 1982 | 1990 | 1999 | 2004 | 2006 | 2009 |
| ---- | ---- | ---- | ---- | ---- | ---- | ---- | ---- | ---- |
| 181  | 210  | 292  | 482  | 466  | 492  | 523  | 544  | 575  |

| 2014 | 2019 | 2022 | - | - | - | - | - | - |
| ---- | ---- | ---- | - | - | - | - | - | - |
| 655  | 737  | 819  | - | - | - | - | - | - |

## Culture locale et patrimoine

### Lieux et monuments
- La croix de chemin du XIXe siècle, inscrite aux monuments historiques depuis 1993, à côté de l'église.
- L'église Saint-Martin.
- La chapelle de la Sainte-Trinité, Saint-Sébastien et Saint-Roch du XVIIe siècle, recensée dans la base Mérimée à la suite du récolement de 1978[22].
- L'ancien mécanisme de l'horloge de l'église, rénové par deux élèves en maîtrise d'art du lycée Edgar Faure de Morteau, exposé depuis septembre 2018 dans l'ancien arrêt de bus.
- La fontaine Saint-Martin.
- La fontaine « La Dove ».
- Le monument aux morts, entre la mairie et l'église, au bord de la rue de l'École (RD 305).
- La vallée du Drugeon.

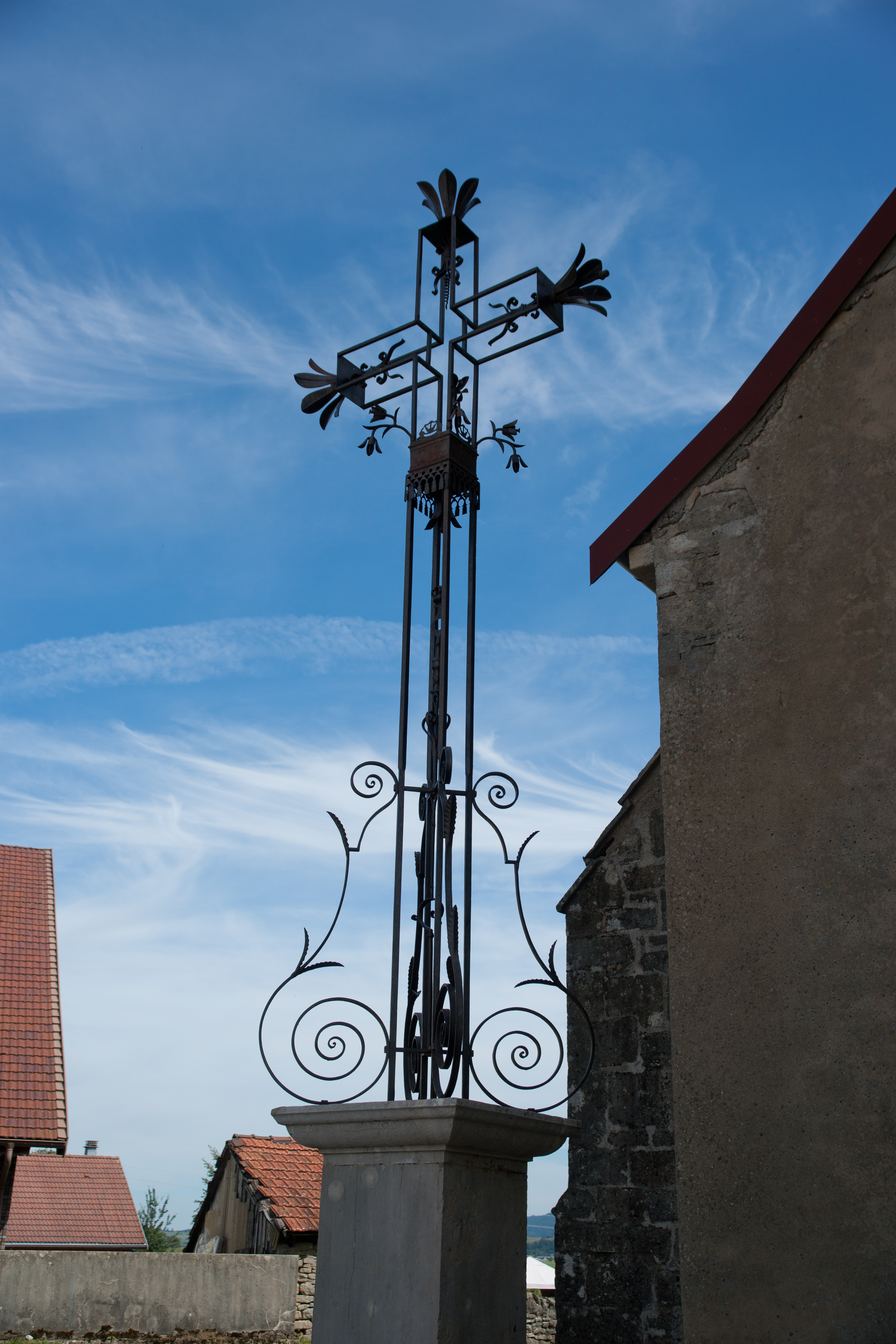
Croix de chemin.
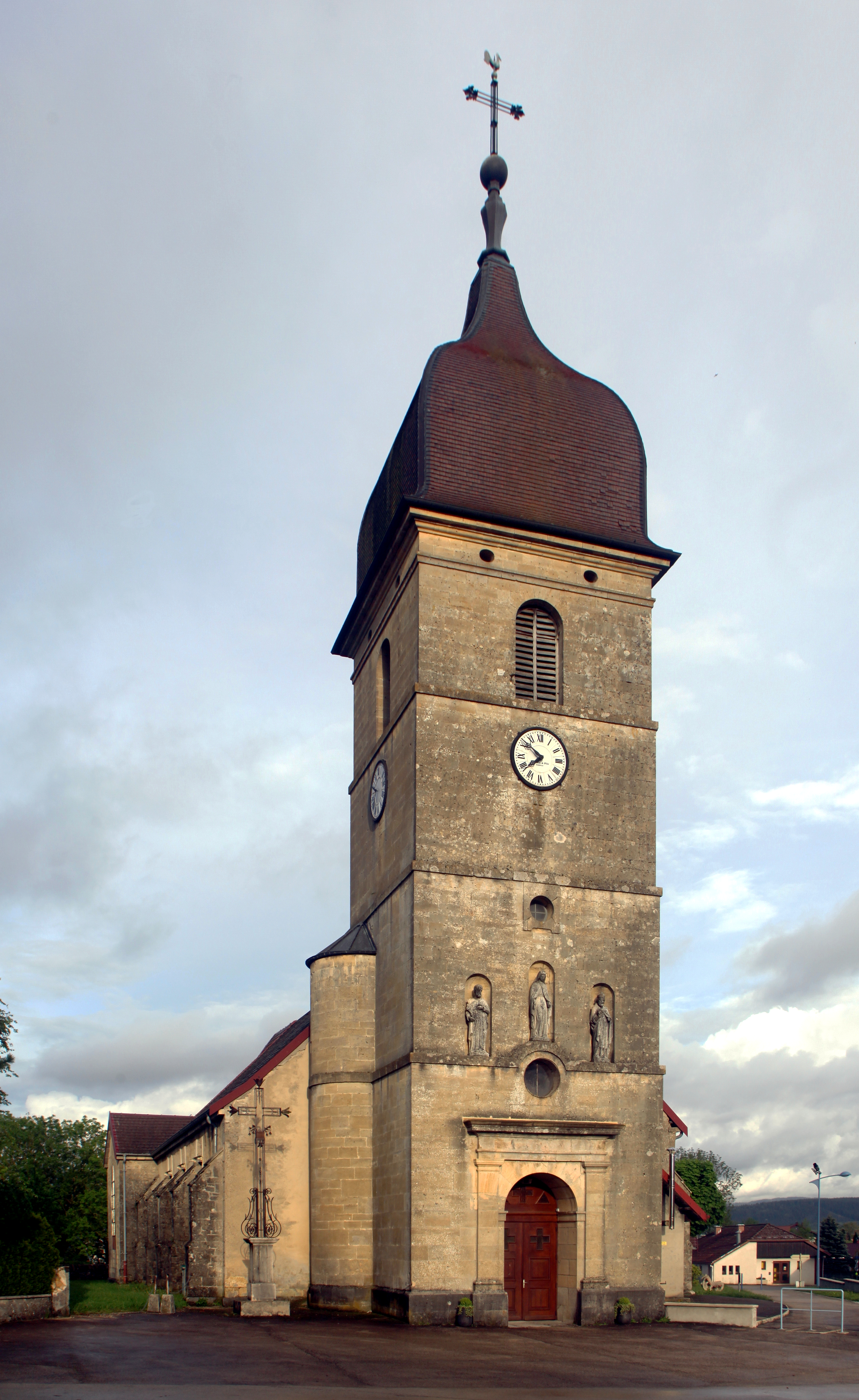
Église Saint-Martin.
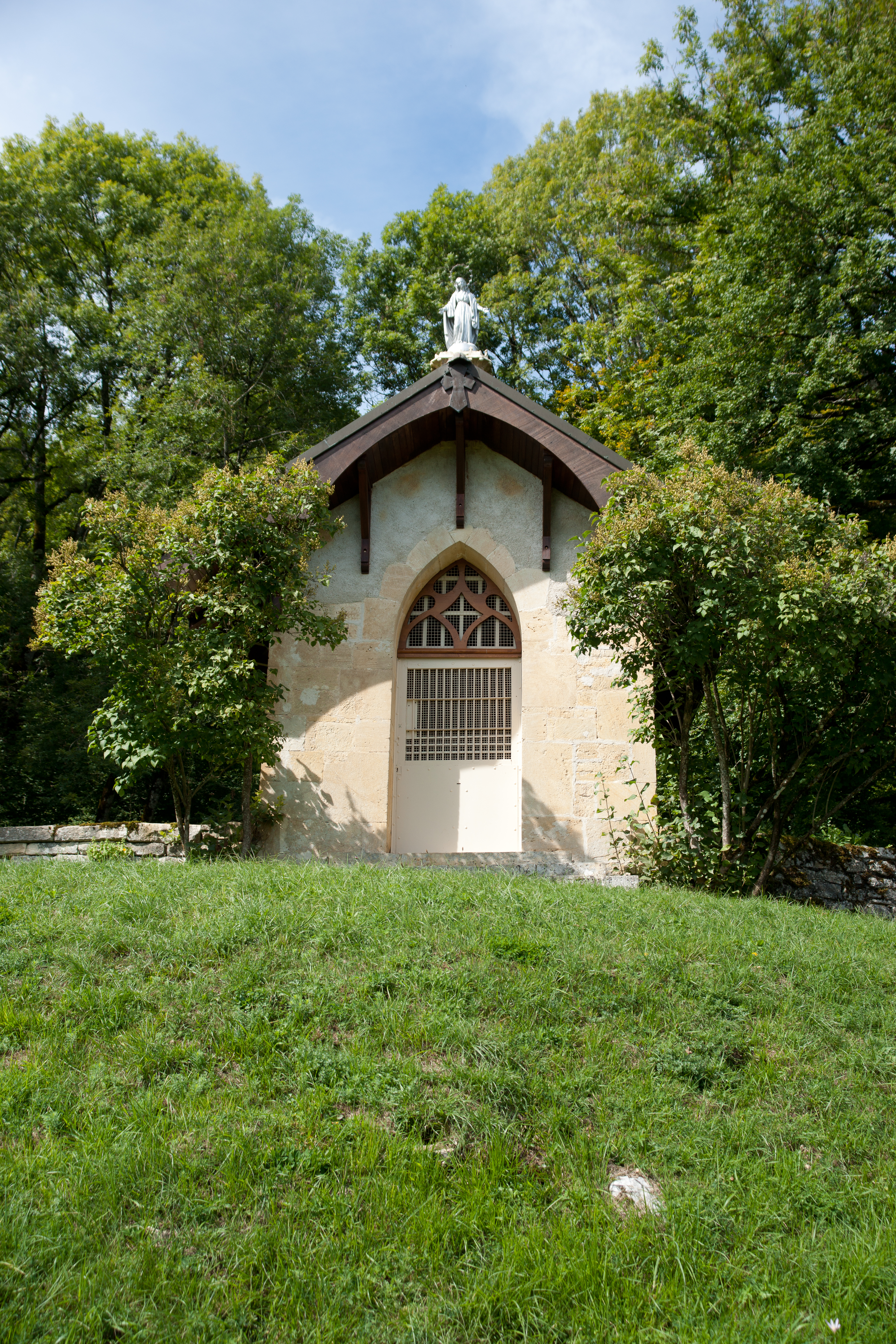
Chapelle.
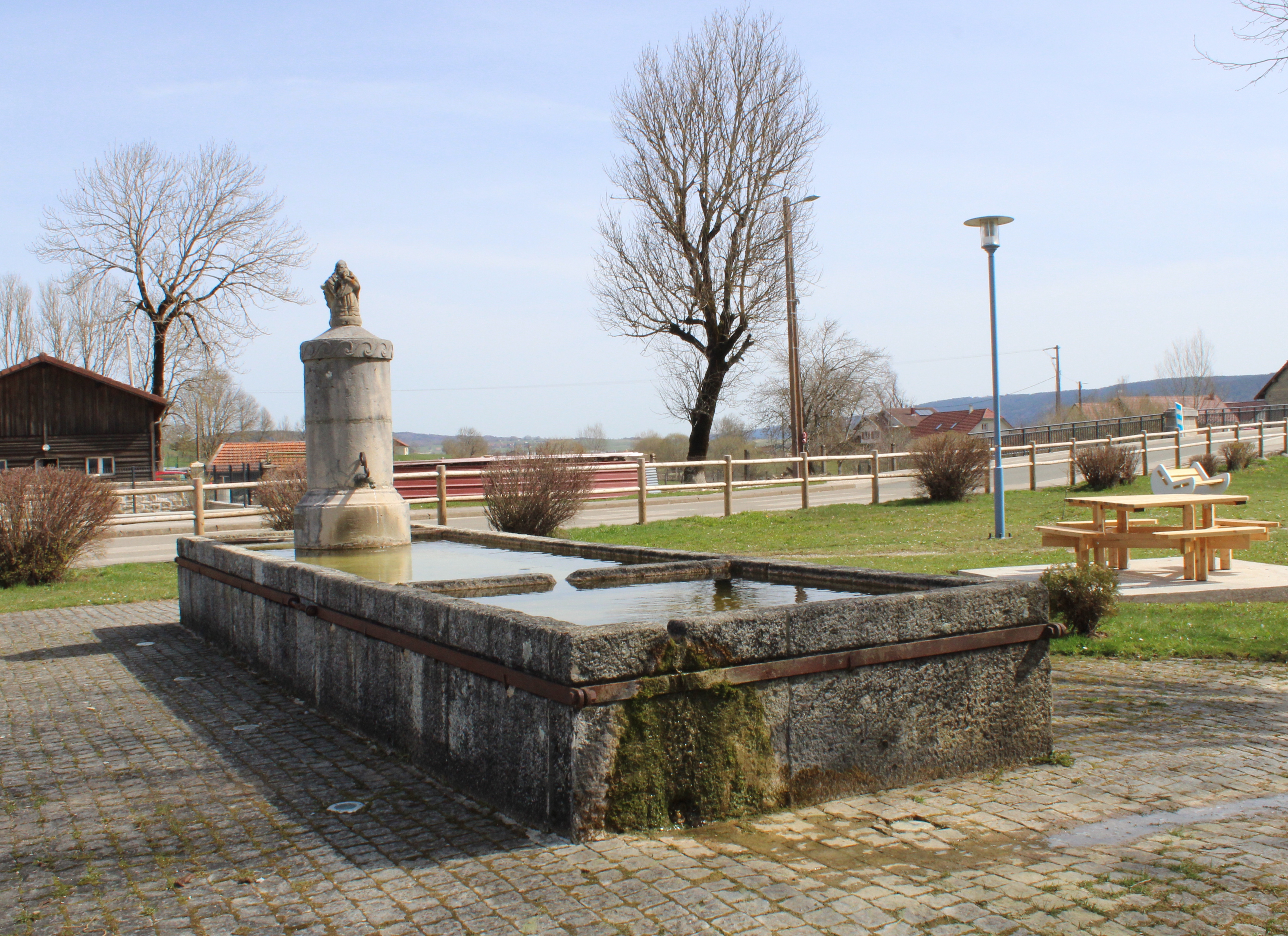
La fontaine Saint-Martin.
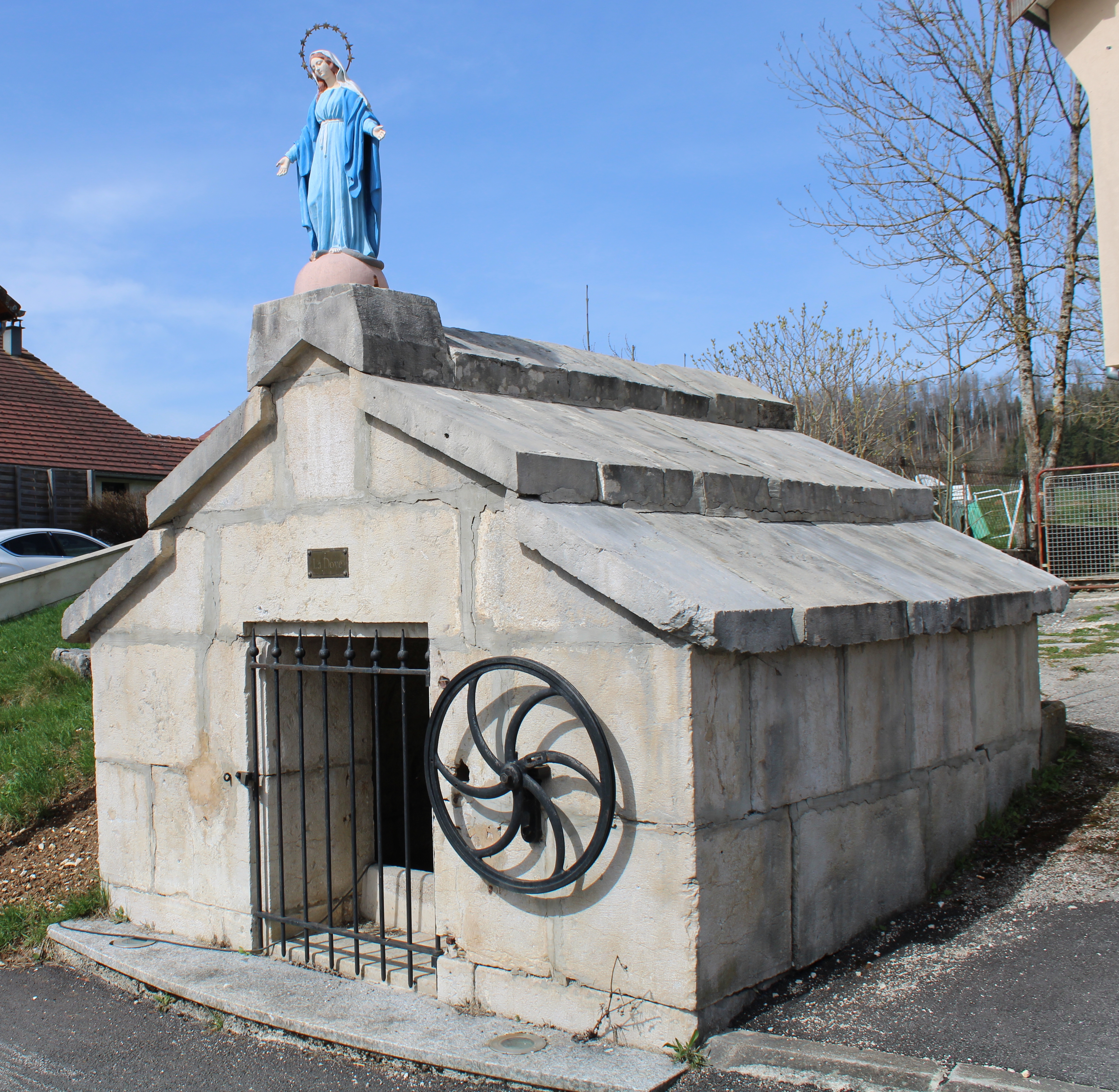
La fontaine « La Dove ».
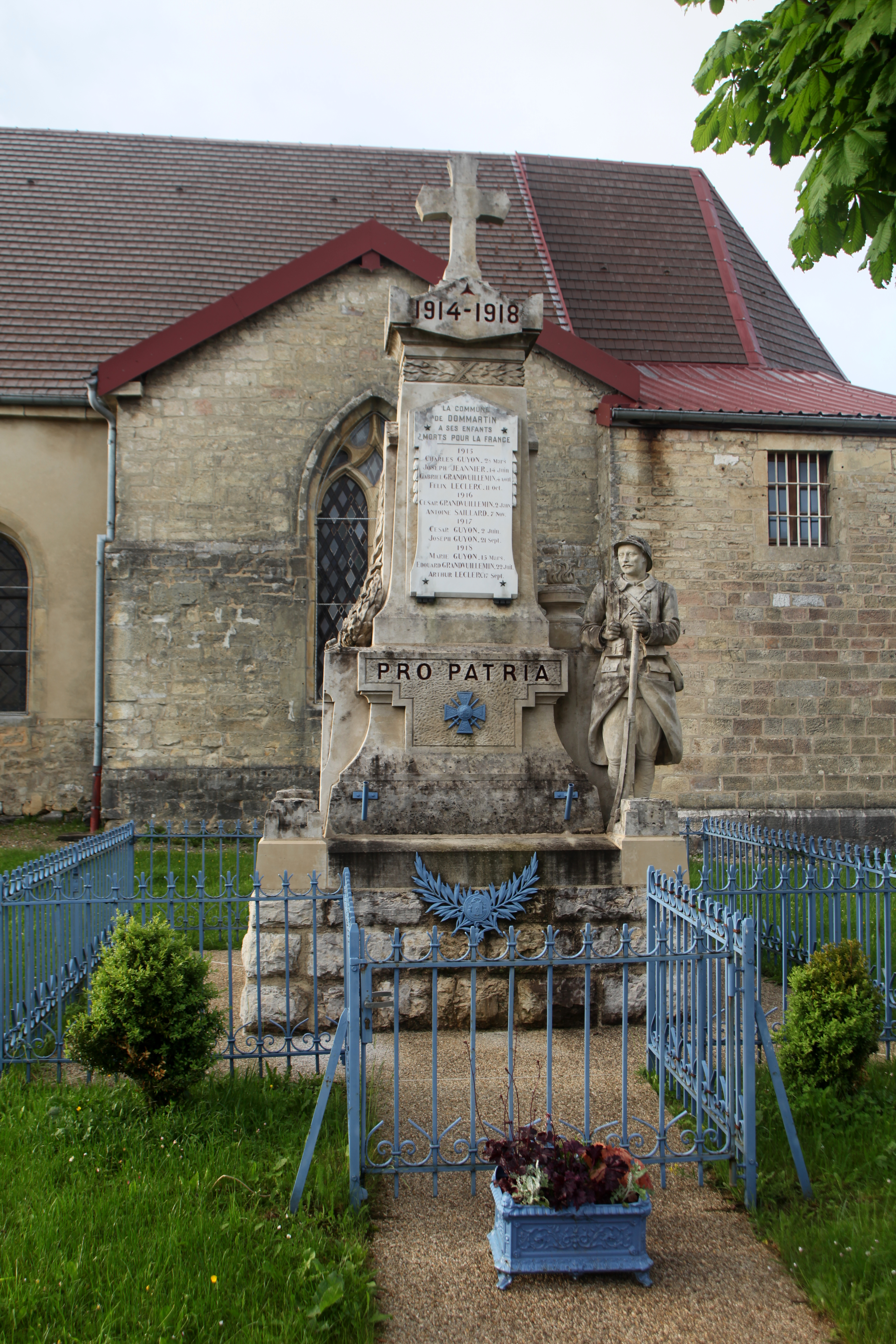
Monument aux morts.

### Images

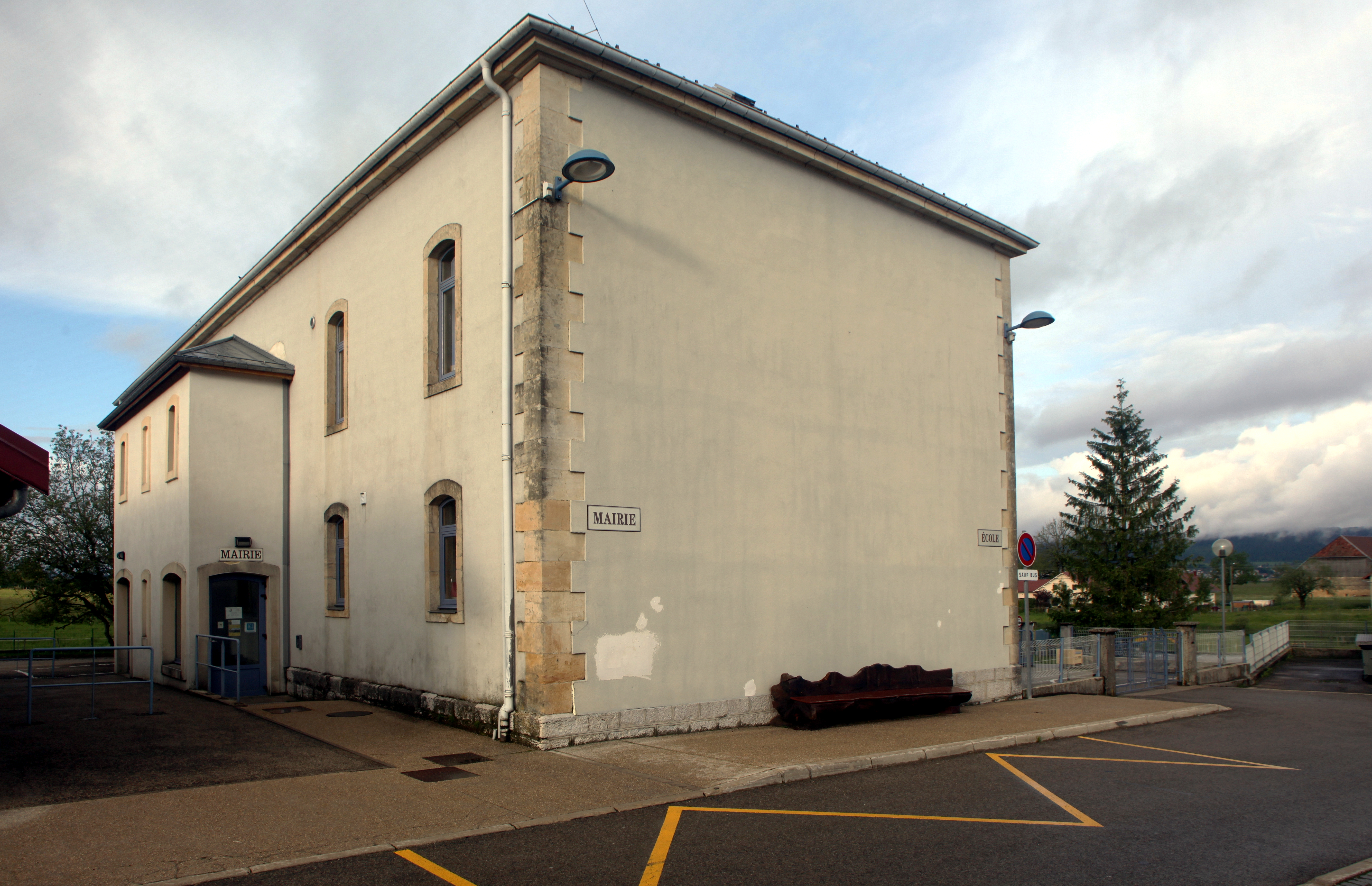
Mairie.
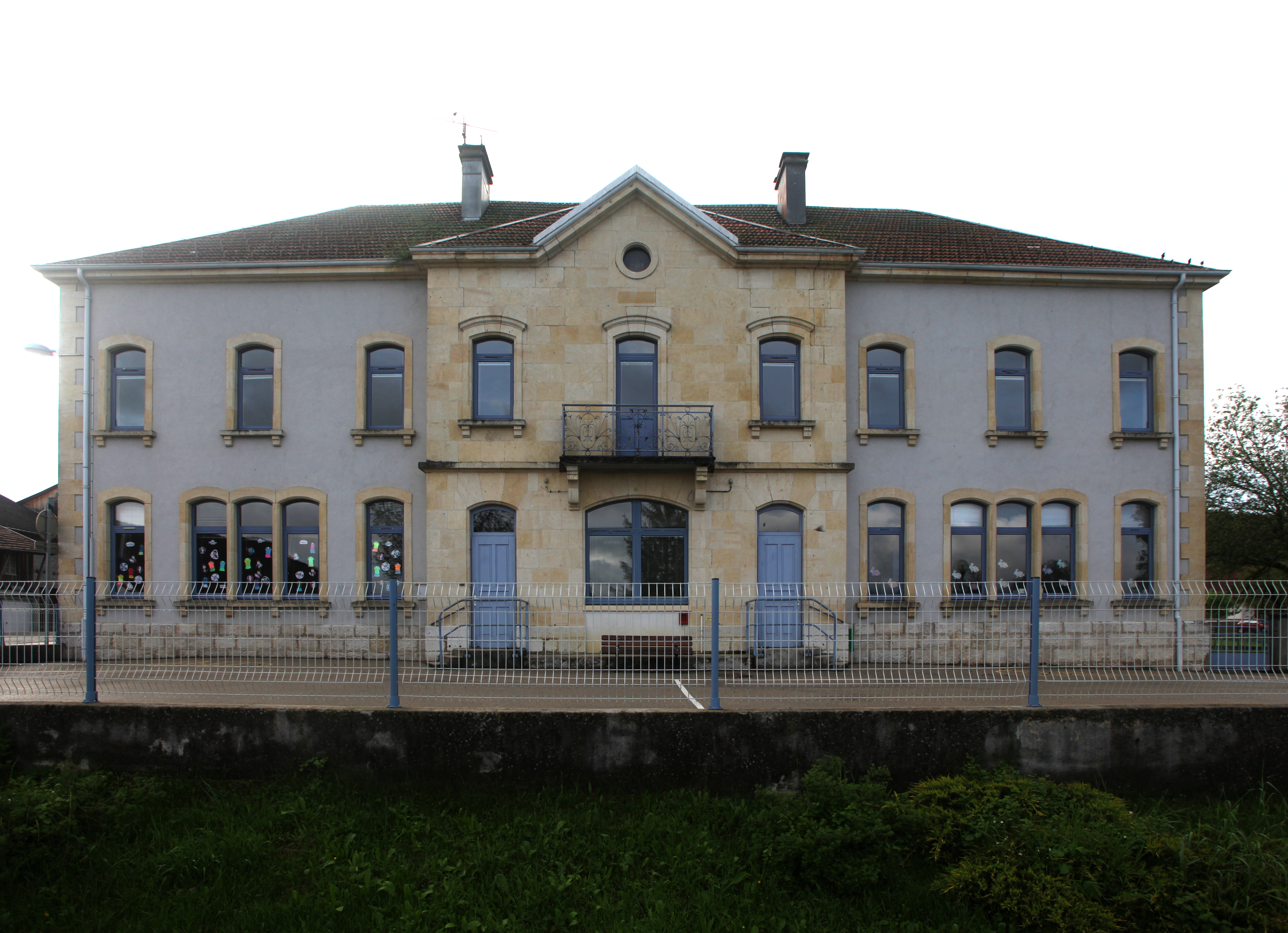
École.
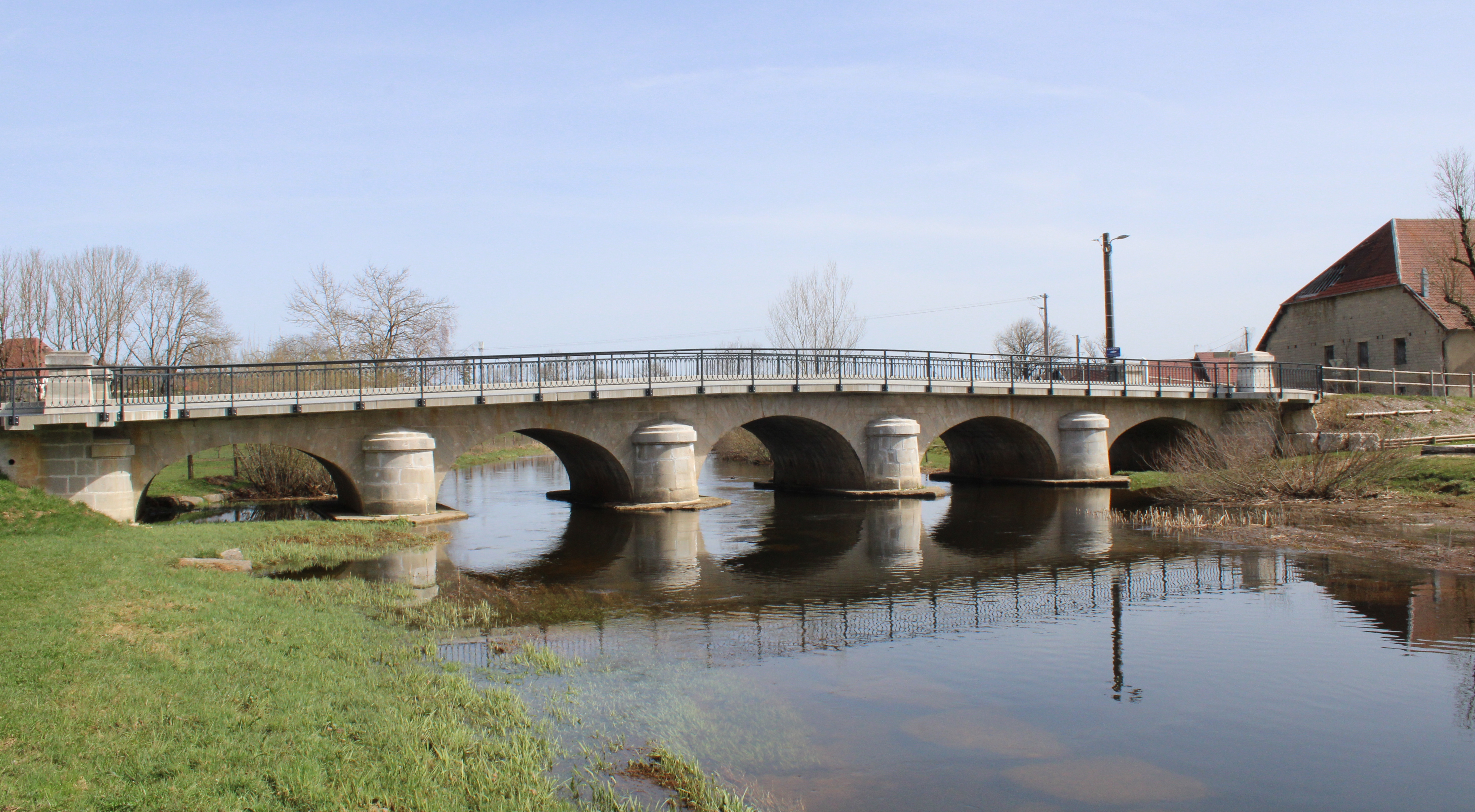
Le pont sur Le Drugeon.
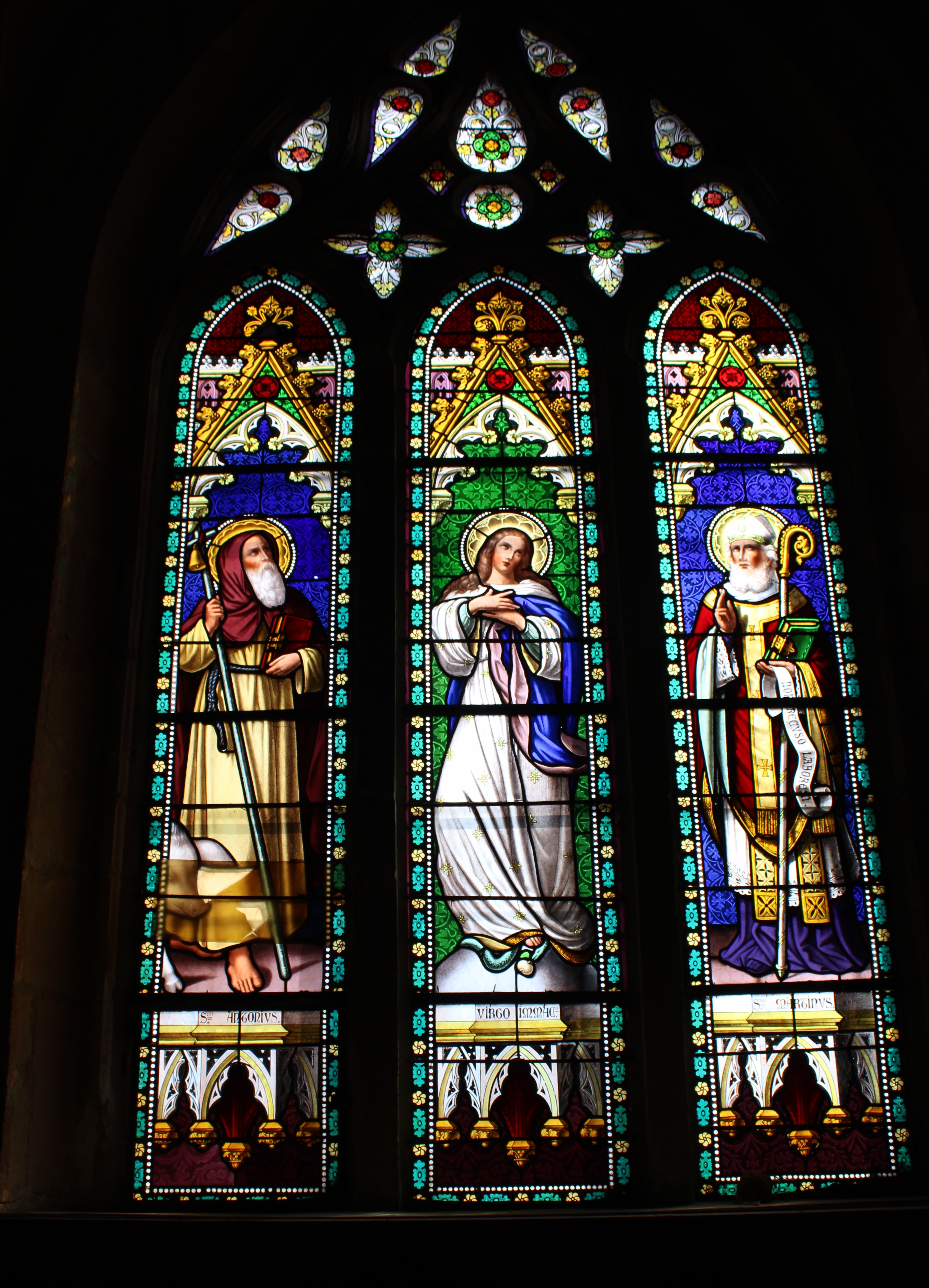
Vitrail de l'église.

### Héraldique

Armes de la famille de Dommartin.

La famille de Dommartin portait pour armes : « De sable à la croix d'argent ».